# Pierścienie Raschiga

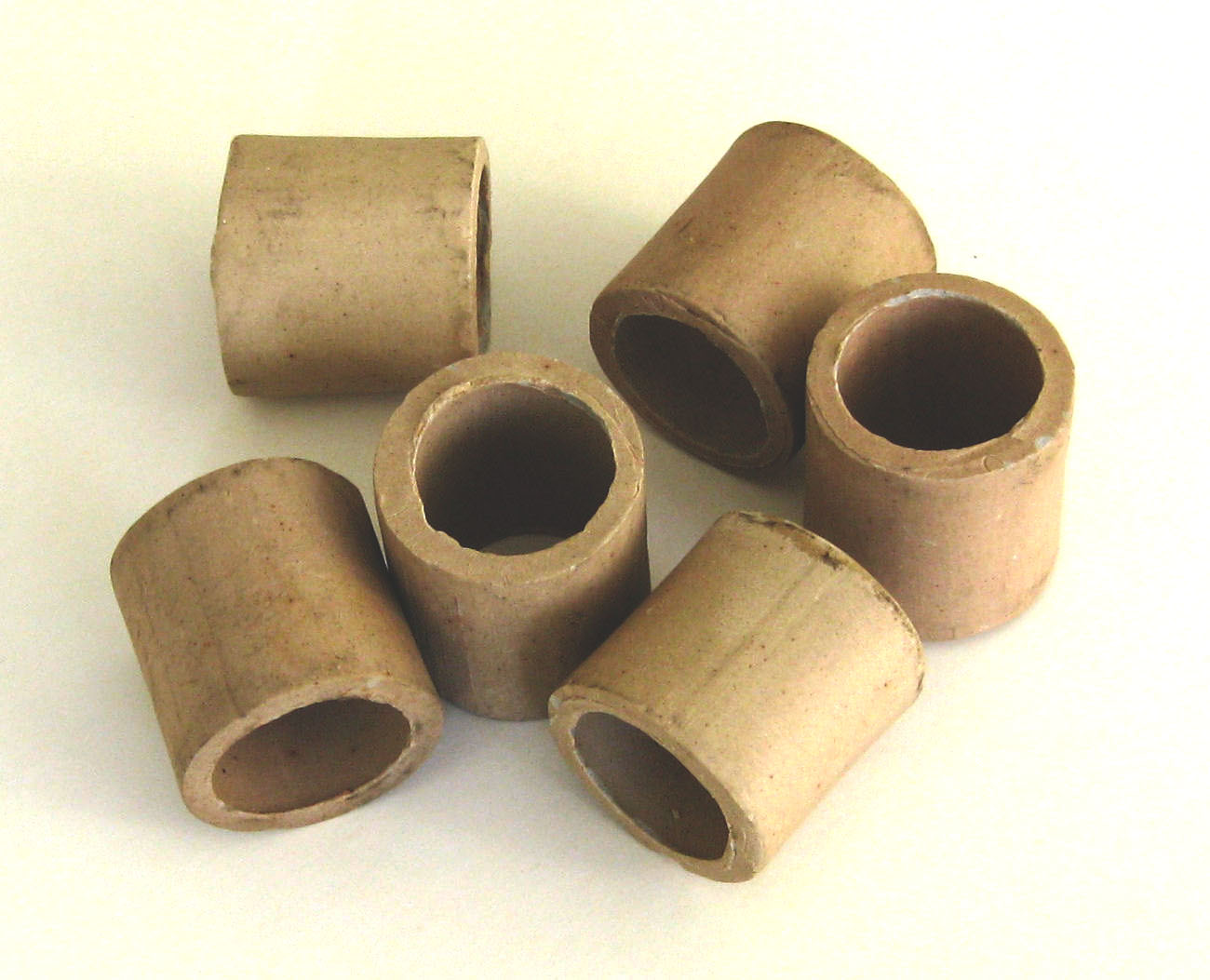
Jednocalowe ceramiczne pierścienie Raschiga

Pierścienie Raschiga – rodzaj wypełnienia kształtkowego wymienników masy, takich jak kolumna rektyfikacyjna lub kolumna absorpcyjna, stosowanych w instalacjach przemysłu chemicznego. Nazwa pierścieni pochodzi od nazwiska ich wynalazcy, niemieckiego chemika Friedricha Raschiga.
Pierścienie Raschiga mają kształt rurek o wysokości z reguły równej zewnętrznej średnicy. Rozmiary stosowane w przemyśle dochodzą do 100 mm (średnica zewnętrzna), grubość ścianki 1,5-10 mm, a powierzchnia właściwa wypełnienia waha się w granicach 60-440 m²/m³. W zależności od zastosowania wypełnienia, pierścienie wykonane mogą być z twardej, odpornej na ścieranie i ściskanie ceramiki, kwasoodpornej stali lub tworzyw sztucznych (polipropylen), obojętnych chemicznie względem mediów przepływających przez kolumnę. Dla celów laboratoryjnych pierścienie Raschiga wykonane są najczęściej ze szkła.
Pierścieni Raschiga używa się w celu zwiększenia efektywności procesów prowadzonych w kolumnach, poprzez rozwinięcie powierzchni międzyfazowej obu stykających się mediów (np. cieczy i gazu w procesie absorpcji). Umieszczenie pierścieni w kolumnie następuje w taki sposób, że zalewa się ją wodą po czym od góry kolumny wsypuje kolejne partie wypełnienia. Brak zalania kolumny może prowadzić do zniszczenia wypełnienia. W aparatach przemysłowych jako dolne partie wypełnienia często stosuje się pierścienie Lessinga, które to są bardziej wytrzymałe mechanicznie od pierścieni Raschiga.
Pierścienie Raschiga są już stosunkowo przestarzałym rozwiązaniem, ale ze względu na swój niski koszt często jeszcze stosowanym. Istnieje szereg wypełnień o większej powierzchni właściwej i większej porowatości wypełnienia, np. pierścienie Białeckiego czy pierścienie Palla.